# Qincun
Qincun (kinesiska: 秦村, 秦村镇) är en köping i Kina. Den ligger i provinsen Hebei, i den norra delen av landet, omkring 230 kilometer söder om huvudstaden Peking. Antalet invånare är 28 380. Befolkningen består av 14 175 kvinnor och 14 205 män. Barn under 15 år utgör 15,0 %, vuxna 15-64 år 74 %, och äldre över 65 år 9,0 %.
Genomsnittlig årsnederbörd är 776 millimeter. Den regnigaste månaden är juli, med i genomsnitt 305 mm nederbörd, och den torraste är mars, med 3 mm nederbörd.